# Nasal bilabial murmurada
La nasal bilabial murmurada es un tipo de consonante nasal modificada por una corriente de aire restringida en la garganta. El símbolo en el Alfabeto Fonético Internacional que representa este sonido es ⟨m̰⟩, una ⟨m⟩ con una virgulilla diacrítica, además una ⟨m⟩ con apóstrofo, lo que en este caso hace que se confunda con una consonante eyectiva. Se ve en algunas lenguas habladas, en la mayoría sólo se ve marcada por laringealización, un tipo especial de fonación, en habla, alofónica. Aunque se considera fonémico en ciertos idiomas [cita requerida].

## Características
Características del nasal bilabial murmurada:
- Su modo de articulación es oclusiva, lo que significa que se produce obstruyendo el flujo de aire en el tracto vocal. Debido a que la consonante también es nasal, el flujo de aire bloqueado se redirige a través de la nariz.
- Su punto de articulación es bilabial, lo que significa que se articula con ambos labios.
- Su fonación es sonora, lo que significa que las cuerdas vocales vibran durante la articulación.
- Es una consonante nasal, lo que significa que se permite que el aire escape por la nariz, ya sea exclusivamente (oclusivas nasales) o además de por la boca.
- Su fonación es de voz murmurada.
- Debido a que el sonido no se produce con el flujo de aire sobre la lengua, no se aplica la dicotomía central-lateral.
- El mecanismo de la corriente de aire es pulmonar, lo que significa que se articula empujando el aire únicamente con los músculos intercostales y el diafragma, como en la mayoría de los sonidos.

## Variedades
| AFI | Descripción |
| --- | ----------- |
| m̰   | m̰ plana     |

## Ocurrencia
| Idioma | Idioma                 | Palabra | IPA        | Significado | Notas                                                                      |
| ------ | ---------------------- | ------- | ---------- | ----------- | -------------------------------------------------------------------------- |
| inglés | Pronunciación recibida | attempt | [əˈtʰem͡m̰t] | 'intentar'  | Alofono de /ʔ/, descrito como una posible realización del refuerzo glotal. |